# Galasso Galassi
Galasso Galassi, chiamato dagli antichi storiografi anche Galasso Alghisi e dai documenti rintracciati anche Galasso di Matteo Piva (1420/1425 – Roma, 1473), è stato un pittore italiano.
È considerato uno dei primi pittori della Scuola ferrarese. 

## Biografia

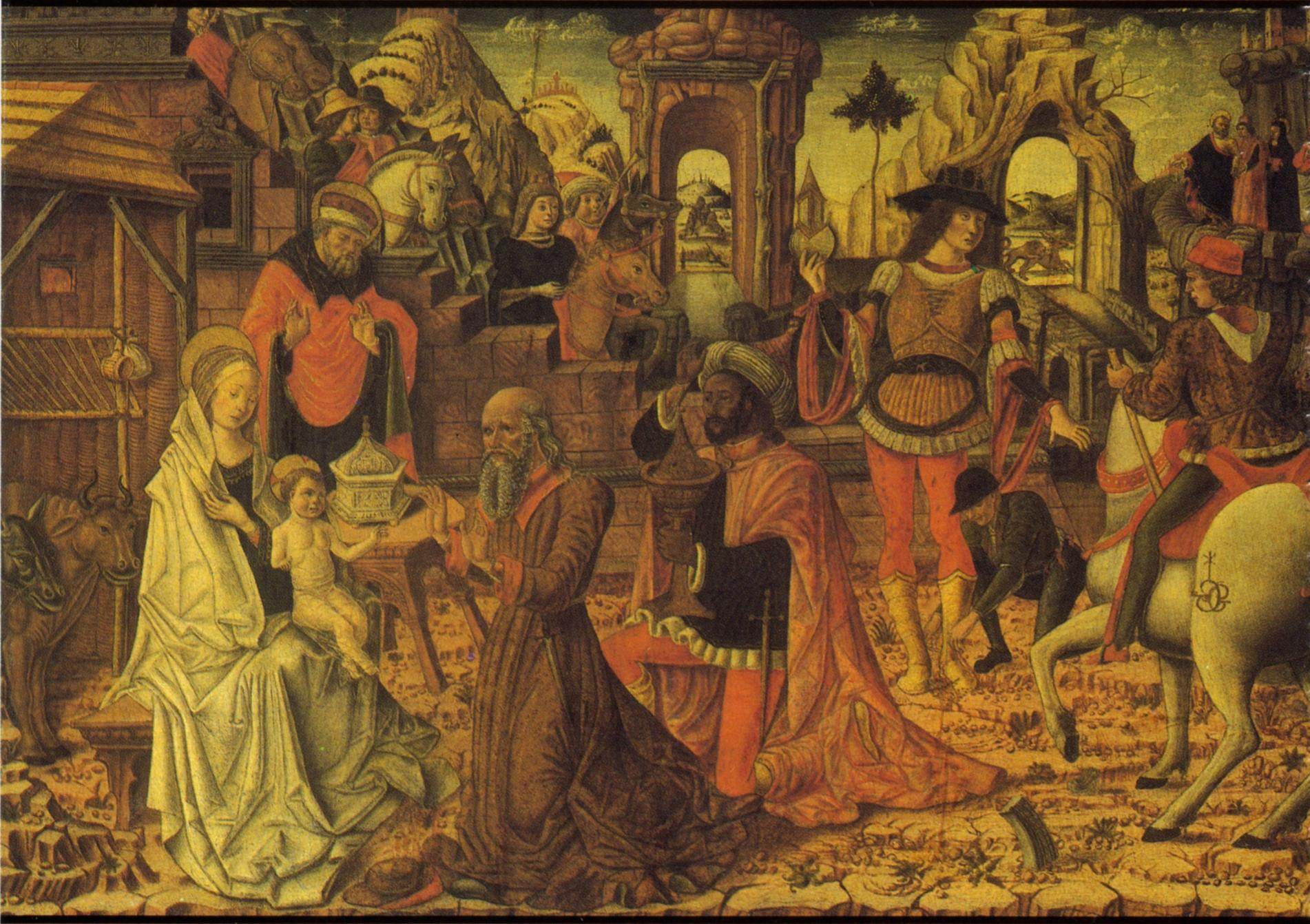
Adorazione dei Magi, Museo Boijmans Van Beuningen

Il suo nome compare nei registri di spese della corte estense a Ferrara tra il 1449 ed il 1451 per la realizzazione di affreschi nel palazzo di Belriguardo. È probabile che abbia preso parte alla decorazione dello studiolo di Belfiore.
Nel 1455 è presente a Bologna, dove esegue l'affresco dell'Assunzione, andato distrutto nell'Ottocento, nella chiesa di Santa Maria del Monte, affresco citato con ammirazione fino a tutto il Settecento.
In seguito all'indicazione di Giorgio Vasari, nella prima edizione delle Vite del 1550, che lo chiama Galasso Galassi e lo dice seguace di Piero della Francesca a Ferrara, Roberto Longhi ha proposto di riferire a Galasso il misterioso Autunno, più probabilmente Polimnia ora a Berlino-Dahlem e due Muse, ora conservate a Budapest, ipotesi revocata in seguito dallo stesso studioso in favore di Angelo Maccagnino. Nonostante l'importanza storica del personaggio, l'assenza di opere certe ne rende a tutt'oggi impossibile la ricostruzione del catalogo.
Si ritiene abbia vissuto anche a Borgo San Sepolcro dove avrebbe lavorato su committenza locale.